# Джозеф П'єр ЛаСаль
Джозеф П'єр ЛаСаль (англ. Joseph Pierre LaSalle; нар. 28 травня 1916, Стейт Коледж, Пенсільванія — пом. 7 липня 1983, Літтл-Комптон, Род-Айленд) — видатний американський математик працювавший переважно у розділі динамічних систем та систем керування. Відомий своїми внесками в теорію стійкості руху, насамперед т. зв. принципом інваріантності ЛаСаля (англ. LaSalle invariance principle). В українських (та радянських) джерелах цей принцип більш відомий за назвою теорема Барбашина-Красовського.

## Біографія
Джозеф ЛаСаль захистив свою дисертацію 1941 року в каліфорнійському технологічному інституті. З 1946 року працював в університеті Нотр-Дам, де знаходився до 1958 року. За час його візиту до Принстона у 1947—1948, під впливом спілкування з Соломоном Лефшецом та Річардом Беллманом, ЛаСаль захопився теорією диференціальних рівнянь.
1964 року заснував Журнал Диференціальних Рівнянь (англ. Journal of Differential Equations) та займав посаду його головного редактора до 1980 року. У 1962—1963 рр. був президентом Товариства Промислової та Прикладної Математики SIAM (англ. Society for Industrial and Applied Mathematics).

## Деякі праці
- (англ.) LaSalle, J.P. Some extensions of Liapunov's second method [Архівовано 30 квітня 2019 у Wayback Machine.], IRE Transactions on Circuit Theory, volume 7, number 4, pp. 520—527, 1960.
- (англ.) Hale J.K., LaSalle, J.P. Differential Equations: Linearity vs. Nonlinearity [Архівовано 4 жовтня 2015 у Wayback Machine.], SIAM Review, volume 5, number 3, pp. 249−272, 1963. (SIAM).
- (англ.) LaSalle, J.P. Stability theory for ordinary differential equations [Архівовано 24 вересня 2015 у Wayback Machine.], Journal of Differential Equations, volume 4, issue 1, pp. 57-65, 1968.
- (англ.) LaSalle, J.P. The Stability of Dynamical Systems [Архівовано 19 січня 2022 у Wayback Machine.], SIAM, 1976.
- (англ.) LaSalle, J.P. The stability and control of discrete processes, volume 62, Springer, 1986.

| науковець | Це незавершена стаття про науковця. Ви можете допомогти проєкту, виправивши або дописавши її. |